# 星つなぎのエリオ
『星つなぎのエリオ』（ほしつなぎのエリオ、原題: Elio）は、2025年のアメリカ合衆国のアニメーションSF・アドベンチャー映画。ピクサー・アニメーション・スタジオ製作。監督はマデリーン・シャラフィアン（長編監督デビュー）、ドミー・シー、エイドリアン・モリーナの3名、脚本はジュリア・チョウ、マーク・ハマー、マイク・ジョーンズが務め、ストーリー原案はモリーナ、シャラフィアン、シー、チョウによって共同開発された。声の出演はヨナス・キブレアブ、ゾーイ・サルダナ、レミー・エジャリー、ヤング・ディラン、マティアス・シュヴァイクホファー、ブランドン・ムーン、ブラッド・ギャレット、ジャミーラ・ジャミルら。

## 概要
物語は、11歳の少年エリオ・ソリースが、宇宙人とのコンタクトを経て「コミュニバース」と呼ばれる銀河間連合に転送され、地球の大使と誤認されることから始まる。彼は個性豊かな異星人たちとの絆を築きながら、友人となった異星人の父親である戦争指導者をめぐる銀河規模の危機に巻き込まれていく。
本作は、モリーナの幼少期の孤立感や軍基地での生活体験、さらにはカリフォルニア芸術大学への進学が着想源となっている。2022年9月に作品の存在が公式に発表され、当初はモリーナが監督を務める予定だったが、のちに『リメンバー・ミー2』（2029年）の製作に参加するため降板。2024年8月、シーとシャラフィアンが共同監督として起用された。製作チームは、宇宙舞台「コミュニバース」のビジュアルを創出するため、「カレッジ・プロジェクト」と題した独自のプロセスを導入した。撮影にはバーチャル・アナモルフィックレンズが使用され、新たなライティングツール「Luna」が照明設計と美術全体のトーン設定に活用された。音楽はロブ・シモンセンが担当している。
2025年6月10日、カリフォルニア州ロサンゼルスのエル・キャピタン・シアターでプレミア上映が行われ、同年6月20日にアメリカ合衆国で劇場公開された。批評家からは概ね好意的な評価を受けており、推定1億5000万〜2億ドルの製作費に対して1億5064万ドルの興行収入を記録している。日本では、同年8月1日に公開された。

## ストーリー
両親を亡くした少年エリオ・ソリースは、空軍少佐である叔母のオルガに引き取られて育てられる。オルガはかつて宇宙飛行士を志していたが、その夢を断念し、エリオの保護者となった。ある日、エリオは閉鎖された「ボイジャー1号」展示施設に迷い込み、宇宙における生命の発見に心を奪われる。
数年後、エリオは宇宙人に誘拐されることを夢見るようになり、毎日海辺でその時を待ち続けていた。ある晩、ブライスという少年とその友人であるいじめっ子のケイレブが、エリオのハム無線機を勝手に操作したことで口論となり、エリオは左目を負傷して2週間眼帯を着けることになる。その後、オルガが勤務する軍基地で、エリオは基地内の緊急会議に忍び込む。会議では、陰謀論者のグンター・メルマックが「ボイジャーに宇宙人からの応答があった」と主張し、返答の送信を提案するが、オルガら職員に一蹴される。エリオはこっそりメルマックの装置を使ってメッセージを発信するが、その影響で基地が停電し、オルガは処分の危機に直面する。怒ったオルガはエリオをユースキャンプに送り出すことを決めるが、そこにはブライスとケイレブも参加しており、エリオは参加を嫌がる。
キャンプでは、エリオはブライスやケイレブらから逃れようとする。一方、オルガは宇宙からの異常なメッセージを受信する。やがて、いじめっ子たちに暴力を受けそうになったエリオの前に宇宙船が現れ、彼は連れ去られる。船内では、液体型スーパーコンピューター「ウゥゥゥゥ」が出迎え、エリオを「コミュニバース」と呼ばれる銀河の知識交流機関へ案内する。そこに集う異星の大使たちは、エリオを地球のリーダーでありボイジャーの制作者と誤認し、地球代表候補として推薦する。誤解が解ける前に、戦争主義的なハイラーグ星人・ロード・グライゴンの脅威に対抗する会議が始まり、大使たちはエリオを地球に帰還させようとするが、エリオは自ら交渉役を申し出て、即時任命を受け入れる。ウゥゥゥゥは地球に戻すための「もう1人のエリオ」のクローンを生成し、オルガはキャンプでそのクローンを引き取る。
その間、エリオはグライゴンとの交渉に挑むが、誤って彼を怒らせ、投獄される。脱出を試みる中で、グライゴンの息子グロードンと出会い、彼を人質にすることで和平交渉の材料にすることを思いつく。エリオはグロードンに体温調整ディスクを渡し、本物のグロードンを脱出用シャトルに乗せる計画を立てる。一方で、グライゴンには偽のクローンを引き渡し、和平を提案する。グライゴンはこれを受け入れる。
エリオとグロードンは心を通わせていく。エリオは叔母との関係に孤独を感じていた。一方のグロードンは、成人後に戦争機械になるというハイラーグ星の伝統に疑問を抱いており、父との関係に葛藤していた。だが、グライゴンはグロードンが偽物であることに気づき、大使クエスタの読心能力を使って本物のグロードンの居場所を突き止め、部隊を差し向ける。クエスタはエリオの欺きに失望し、彼を地球へ送り返す。一方、グロードンを乗せたシャトルは誤って起動し、地球へと向かう。
地球に戻ったエリオは落ち込むが、海辺で自分を探していたオルガと再会し、彼女がすでにクローンの正体を見抜いていたことを知る。和解した2人は軍基地へ向かい、そこに墜落したシャトルが回収されていることを知る。クローンのエリオは自己分解を起こし、軍の注意をそらした。一方、エリオとオルガは基地に潜入し、低体温で瀕死となっていたグロードンを発見する。2人は協力してシャトルを操縦し、再びコミュニバースを目指す。途中、危険なデブリ帯を通過する必要があったが、ブライス、メルマック、世界中の科学者たちに協力を呼びかけ、突破に成功する。
エリオはコミュニバースでグロードンをグライゴンのもとへ送り届ける。グライゴンは、瀕死状態の息子の姿を目にして自身の装甲を破り、彼を抱きかかえて救助し、息子と他の大使たちに謝罪する。エリオはコミュニバースへの正式な参加を歓迎されるが、地球こそが自分の居場所であると伝え、オルガとともに帰還する。
エンドクレジット中のシーンでは、エリオが再びハム無線を通じてグロードンと交信を続けている様子が描かれる。

## 登場人物・キャラクター
（この節の出典）
※括弧内は日本語吹替

### 地球人
エリオ・ソリース (Elio Solís)
声 - ヨナス・キブレアブ（川原瑛都）
11歳の少年で、左目を負傷しており、宇宙人によって地球の大使と誤認される。
オルガ・ソリース (Olga Solís)
声 - ゾーイ・サルダナ（清野菜名）
エリオの叔母で、空軍の少佐。エリオの父の妹。
エリオの両親
エリオの唯一の理解者であったが、映画開始以前の時点で亡くなっている。エリオの父親はオルガの兄にあたる。
ブライス (Bryce)
声 - ディラン・ギルマー
エリオと同様に宇宙人に興味を持つ少年。
ケイレブ (Caleb)
声 - ジェイク・ゲットマン
ブライスの友人であり、エリオをいじめるようになる。
ギュンター・メルマック (Gunther Melmac)
声 - ブレンダン・ハント（中谷〈マユリカ〉）
空軍のアナリストで、オルガの部下。陰謀論者で、何光年も離れた星との交信を夢見る無線オタク。
カール・セーガン (Carl Sagan)
声 - 本人の録音アーカイブ音声（野口聡一）

### ハイラーグ星人
グロードン (Glordon)
声 - レミー・エジャリー（佐藤大空）
芋虫のような姿をした宇宙人で、エリオと友情を築く。グライゴンの息子で父とは対照的に優しい性格。キャラクターデザインは幼虫や微生物（特にクマムシ）などから着想を得ており、アニメーション監督のジュード・ブラウンビルは「不気味で、歯がたくさんあって、やや不快感のある存在」と表現している。
グライゴン (Lord Grigon)
声 - ブラッド・ギャレット（松山ケンイチ）
本作のディズニー・ヴィランズ。グロードンの父。高性能アーマーを装着した戦闘種族の住むハイラーグ星（Hylurg）の支配者でリーダー。コミュニバースに入ることを拒絶され、コミュニバースの支配を目論むようになる。

### コミュニバースの宇宙人
クエスタ (Questa)
声 - ジャミーラ・ジャミル（沢城みゆき）
コミュニバースの最高幹部であり、ゴーム星（Gom）の大使。心を読む能力を持つ。直観的で、楽観主義者。ラディオドンタのような容姿をしている。身長は15フィート（約4.57 m）。
ヘリックス (Helix)
声 - ブランドン・ムーン（関智一）
ファルービナム星（Falluvinum）の大使。コミュニバースでは最も古参のメンバーの1人。元気でパーティーが好き。
テグメン（Tegmen）
声 - マティアス・シュヴァイクホファー（安原義人）
石のような風貌を持つ、テグメグ星（Tegmen）の大使。率直で、合理的で、論理的。
オーヴァ（Auva）
声 - 渡辺直美
平和を愛する惑星のリーダーであり、コミュニバースのメンバー。ユニバーサルユーザーマニュアルを発明した。陽気で情熱的。豊富な知識や能力を持つ。
トゥライズ（Turais）
声 - アナ・デ・ラ・レゲラ
宇宙人の大使。パニックになりやすい。
ナオス（Naos）
声 - アツコ・オカツカ
宇宙人の大使。
ミラ（Mira）
声 - アニッサ・ボレゴ
宇宙人の大使。大使の中では最も巧妙で、コミュニバースを守るためなら躊躇しない。

### コミュニバースの発明
ウゥゥゥゥ（Ooooo）
声 - シャーリー・ヘンダーソン（野呂佳代）
液状スーパーコンピューター。豊富な知識でコミュニバースを案内する。
ユニバーサル・ユーザー・マニュアル（Universal Users Manual）
声 - ボブ・ピーターソン（子安武人）
オーヴァの発明品。宇宙に関する質問に瞬時にこたえるマニュアル。

## 制作
2022年9月9日、D23 Expoでピクサーは新作映画『Elio』を発表した。当初、エイドリアン・モリーナが監督、メアリー・アリス・ドラムがプロデューサーを務める予定だった。この作品は、2017年の『リメンバー・ミー』で共同監督・共同脚本を担当したモリーナにとって、単独監督デビューとなる予定だった。同時に、モリーナとドラムは「もし宇宙に私たち以外の存在がいたら？ しかも宇宙人に関する話がすべて本当だったら？」という問いを通じて本作について語った。この発表には、画面のノイズとともにエイリアン文字で「我々をリーダーのもとへ連れて行け」というメッセージが表示される演出が含まれていた。
2024年6月12日、ピクサーのチーフ・クリエイティブ・オフィサーであるピート・ドクターは、『私ときどきレッサーパンダ』（2022）の監督ドミー・シーが本作に取り組んでいることを明らかにした。同年8月9日のD23ファンイベントで、シーとマデリーン・シャラフィアンが新しい監督として正式に発表され、モリーナは新プロジェクトのため本作を離れることが決定した。ただし、モリーナは監督としてのクレジットを維持する見込みとされている。

### キャスティング
2022年9月9日、D23 Expoにて、アメリカ・フェレーラとヨナス・キブレアブがそれぞれオルガ・ソリースとその息子エリオの声を担当する主役声優として発表された。2023年6月13日、最初のティーザー予告編とポスターの公開に伴い、ジャミーラ・ジャミルとブラッド・ギャレットが声優陣に加わった。
2024年8月、ピート・ドクターは、フェレーラがスケジュールの都合で降板したことを明かした。ただし、彼女の声は最初のティーザー予告編に一部残されている。これに伴い、オルガのキャラクター設定がエリオの叔母に変更され、ゾーイ・サルダナが声を担当することになった。同年11月21日、第2弾ティーザー予告編とポスターの公開に合わせて、レミー・エジャリーとシャーリー・ヘンダーソンがグロードンとウゥゥゥゥの声優として参加することが発表された。

### 音楽
2024年11月、ロブ・シモンセンが本作の音楽を担当することが発表された。

## 公開
『Elio』は、2025年6月20日にウォルト・ディズニー・スタジオ・モーション・ピクチャーズによってアメリカで劇場公開される予定である。当初は2024年3月1日に公開予定だったが、2023年10月に2025年6月13日へと延期。更に2025年2月に現在の日時に再変更された。ピート・ドクターによれば、この延期は2023年のSAG-AFTRAストライキの影響に加え、本作やピクサーの他のプロジェクトにおける制作体制の変更が一因となったという。
日本でも当初は2024年春に公開が予定されていたが、アメリカでの公開延期を受けて一旦取り下げられた。その後、同年12月18日に特報映像と場面カットが公開。2025年3月19日に公開日が同年8月1日に決定したことを発表した。

### マーケティング
プロジェクト発表後の2022年9月9日、本作の初公開となるコンセプトアートが公開された。『/Film』のジョシュア・マイヤーは、「ピクサーのブランドを築いた、新鮮でオリジナルな物語のように思える」と評価した。2023年6月13日には最初のティーザー予告編が公開され、オースティン・フレンチの「Good Feeling」が使用された。『/Film』のイーサン・アンダートンは、「エリオが最も自信のある子どもではない点に、この物語の魅力がある。彼は芸術的で創造的だが、インドア派で同年代の仲間になじめない。しかし、人間ではないエイリアンたちの中でなら、社会的なプレッシャーなくつながりを持つことができるかもしれない。これはエリオが殻を破るためのチャンスになるかもしれない」とコメントした。また、『Looper』のパウリ・ポイスオは、「ストーリーの多くは明かされていないが、確かに美しく魅力的に見える」と述べた。
2024年11月21日、新たな変更が加えられた第2弾ティーザー予告編が公開され、ザ・ポスタル・サーヴィスの「Such Great Heights」が使用された。Pixar PostのジュリーとT.J.は、この映画が『リメンバー・ミー』、『ウォーリー』、『ファインディング・ニモ』といったピクサー過去作のカラフルなキャラクター、動き、照明を思い起こさせると述べた。
BUMP OF CHICKEN、“リボン”が映画 の日本版エンド・ソングに決定。

### デジタル配信
2025年8月19日、英語版のデジタル配信が開始された。

### DVD、Blu-Ray
2025年9月9日に英語版のDVD及びBlu-Rayの販売が開始予定である。